# Gustaf Åberg (museiintendent)
Nils Gustaf Johannes Åberg, född 20 september 1910 i Kattarps församling, Malmöhus län, död 24 juni 2000 i Simrishamn, var en svensk museiintendent.
Åberg, som var son till köpman Nils Åberg och Ida Stenson, blev filosofie kandidat 1933 och filosofie licentiat vid Lunds universitet 1940. Han var amanuens på konsthistoriska institutionen vid Lunds universitet 1933–1942 samt intendent i Föreningen för fornminnes- och hembygdsvård i sydöstra Skåne samt Österlens museum i Simrishamn från 1942. Han var medlem i Svenska arkeologiska samfundet och Det Kongelige Nordiske Oldskriftselskab. Han skrev artiklar i konst- och kulturhistoriska tidskrifter och årsböcker från 1935. Åberg är begravd på Kattarps kyrkogård.